# William Cannon (Politiker)

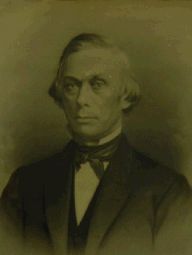
William Cannon

William Cannon (* 15. März 1809 in Bridgeville, Delaware; † 1. März 1865 ebenda) war ein US-amerikanischer Politiker und von 1863 bis 1865 Gouverneur des Bundesstaates Delaware.

## Frühe Jahre
Nach seiner Schulzeit beteiligte sich William Cannon am Handelsgeschäft seines Vaters, das er unter anderem um den Holz- und Getreidehandel erweiterte. Außerdem betrieb er ein Sägewerk und eine Ziegelsteinfabrik. Später engagierte er sich auch im Zeitungsgeschäft und im Bankwesen. Schließlich wurde er auch noch Direktor einer Eisenbahngesellschaft. Um 1864 war er wahrscheinlich der reichste Bürger im Sussex County.

## Politischer Aufstieg
Cannon wurde Mitglied der Demokratischen Partei. Zwischen 1844 und 1848 war er Abgeordneter im Repräsentantenhaus von Delaware. Danach wurde er Finanzminister (Treasurer) seines Staates. Dieses Amt übte er von 1849 bis 1851 aus. Im Jahr 1861 war er Mitglied eines erfolglosen Kongresses in Washington, D.C., der in allerletzter Minute den Bürgerkrieg verhindern sollte. Nachdem er dreimal vergeblich versucht hatte, die Nominierung seiner Partei zum Kandidaten für die Gouverneurswahlen zu erringen, trat er Anfang der 1860er Jahre zur Republikanischen Partei über. Während des Krieges nannte sich diese Partei Union Party und war auch offen für Nichtmitglieder.
Im Jahr 1862 wurde er dann von dieser Partei für die Gouverneurswahlen nominiert und auch zum neuen Gouverneur gewählt. Überschattet waren die Wahlen vom Eingreifen der Unionstruppen, die die Republikaner zu Hilfe gerufen hatten, um die Wahlen zu überwachen. Das führte in den nächsten 30 Jahren zu einer Ablehnung der Republikanischen Partei bei großen Teilen der weißen Bevölkerung von Delaware, die sich von den damals sehr konservativen Demokraten vertreten ließ; die Republikaner galten zu dieser Zeit als die progressivere und liberalere der beiden Parteien.

## Gouverneur von Delaware
William Cannon trat sein neues Amt am 20. Januar 1863 an. Zu diesem Zeitpunkt war der Bürgerkrieg noch in vollem Gange. Der Gouverneur hatte in seinem Staat einen schweren Stand. Eine demokratische Mehrheit in der Legislative warf ihm seinen Parteiwechsel vor und beschuldigte ihn des Wahlbetrugs mit Hilfe der Bajonette der Armee. Die Abneigung ging so weit, dass sich das Repräsentantenhaus weigerte, seine Räumlichkeiten für die Amtseinführung des Gouverneurs zur Verfügung zu stellen. Aufgrund dieser Situation konnte der Gouverneur politisch nicht viel bewegen. Er ließ ab 1863 Rekrutierungsbüros für Afroamerikaner einrichten, die damit die Gelegenheit hatten, der Armee beizutreten. Diesem Schritt war die Aufhebung der Sklaverei innerhalb der US-Armee vorausgegangen.
Gouverneur William Cannon starb am 1. März 1865 als achter Gouverneur von Delaware in seinem Amt – angeblich nachdem er nach dem Löschen eines Brandes krank geworden war. Sein Nachfolger wurde der damalige Präsident des Staatssenats, Gove Saulsbury. Mit seiner Frau Margaret hatte William Cannon sechs Kinder. Der Sohn Philip war zwischen 1901 und 1905 der erste Vizegouverneur von Delaware.